# Messalina (fumetto)
Messalina è un personaggio immaginario dei fumetti italiano di genere erotico di ambientazione storica e pubblicato dalla ErreGi/Ediperiodici dal 1966 al 1974 in 185 numeri. Insieme a Isabella e a Goldrake è stata fra le serie ideate da Barbieri ed edite alla fine degli anni sessanta dalla ErreGi che portarono alla nascita del genere nero/erotico.

## Storia editoriale
Il fumetto rientra nel nutrito filone erotico del fumetto italiano ma a differenza di Isabella, ambientata nel XVII secolo, Lucrezia, ambientata nel Rinascimento, o Vartàn, ambientata nel Far West, questa è ambientata nell'antica Roma.
La serie esordì nel 1966 quando Renzo Barbieri fondò la Editrice 66 per poter pubblicare fumetti da lui ideati. L'impresa non riscosse però il successo sperato e si arrivò presto alla chiusura di tutte le serie proposte. Nel 1967, Barbieri fonda insieme a Cavedon le Edizioni ErreGI che esordiscono riprendendo le testate già edite dalla Editrice 66 raggiungendo un certo successo. La seconda serie di Messalina verrà pubblicata ininterrottamente fino al 1974 per 178 volumi.

## Trama
Il fumetto, ambientato nell'antica Roma, è basato sulle avventure sessuali dell'omonimo personaggio storico, esempio di corruzione morale e prostituzione secondo la tradizione tramandata da Svetonio e Tacito. Messalina, coraggiosissima e bellissima matrona romana, grazie alla sua abilità sessuale, sventa congiure e aiuta alleati dell'Impero Romano, difendendo il trono dell'inetto marito Claudio. Ha rapporti sessuali sia con maschi che con femmine, ma il suo amante favorito è lo schiavo Favodoro.